# ENIC 그룹
ENIC 그룹(ENIC International Ltd)은 영국의 투자 회사로 자기 소유의 통장에 집중 투자를 하며 조 루이스(테비스토크 그룹을 통해서)와 대니얼 레비가 소유하며 대니얼 레비가 위원장이다.
2003년 루이스가 70.6%, 레비가 29.4%의 지분율을 나눠가졌고 ENIC 그룹의 자회사인 바하마에 소재한 ENIC 인터네셔널이 영국 프리미어리그의 토트넘 홋스퍼의 지분 85.55%를 소유하고 있다.